# 57-й мотострелковый полк
57-й мотострелковый полк (57 мсп) — тактическое формирование Сухопутных войск Российской Федерации. Создан в 2022 году. Первоначально входил в состав 6-й мотострелковой дивизии.

## История
57-й мотострелковый полк создан из добровольцев-контрактников 10 августа 2022 года для участия во вторжении на Украину. В состав полка вошёл именной гаубичный артиллерийский дивизион имени Героя Советского Союза Ивана Флёрова, сформированный из добровольцев Липецкой области 10 августа 2022 года. Также был сформирован 3-й мотострелковый батальон «Тимер» из добровольцев Татарстана.
В сентябре 2022 года полк отправился на Украину для участия в боевых действиях.
В октябре 2023 года подразделения 57-го мотострелкового полка участвовали в боях на курдюмовском направлении к югу от Бахмута.
В августе 2024 года полк действовал в районе села Константиновка Покровского района, заняв его 2 сентября 2024.
29 октября 2024 года полк занял Катериновку на Кураховском направлении.
13 декабря 2024 года полк водрузил знамя над Елизоветовкой к северо-востоку от Угледара.